# Sombr
Shane Boose (New York, 2005. július 5. –), művésznevén Sombr, amerikai énekes, dalszerző.
2021-ben adta ki debütáló kislemezét Nothing Left to Say címen, amelyet 2023-ban követett első középlemeze, az In Another Life, az SMB és a Warner Records kiadókon keresztül. 2025-ben hozták meg neki első sikereit a Back to Friends és Undressed című dalai, amelyek közül a korábbi 90. helyet ért el a Billboard Hot 100-on.

## Élete
Boose 2005. július 5-én született New Yorkban, a LaGuardia Középiskolába járt, énekelni tanult.
Zenei pályafutása a Nothing Left to Say kislemez kiadásával kezdődött meg. 2023 szeptemberében adta ki első középlemezét, az In Another Life-ot, amelynek egyik producere önmaga mellett Tony Berg volt. 2024-ben megjelent Back to Friends című kislemeze volt az első, amely felkerült slágerlistákra, az Egyesült Államokban, az Egyesült Királyságban és Kanadában is. A szám videóklipjében Boose és Charlotte D’Alessio kanadai modell látható, 2025 áprilisában jelent meg. 2025 márciusában adta ki Undressed című dalát.

## Stílusa
Zenéje stílusát tekintve indie rock és alternatív rock.

## Diszkográfia

### Középlemezek
| Cím             | Részletek                                                                                                |
| --------------- | --- |
| In Another Life | - Megjelent: 2023. szeptember 15. - Kiadók: SMB Music/Warner - Formátumok: digitális letöltés, streaming |

### Kislemezek
| Cím                                       | Év   | Slágerlisták | Slágerlisták | Slágerlisták | Slágerlisták | Slágerlisták | Slágerlisták | Slágerlisták | Slágerlisták | Slágerlisták | Slágerlisták | Minősítések                                                                    | Album                  |
| Cím                                       | Év   | US           | AUS          | AUT          | CAN          | IRE          | NZ           | NOR          | SWE          | UK           | WW           | Minősítések                                                                    | Album                  |
| ----------------------------------------- | ---- | ------------ | ------------ | ------------ | ------------ | ------------ | ------------ | ------------ | ------------ | ------------ | ------------ | ------------------------------------------------------------------------------ | ---------------------- |
| Nothing Left to Say                       | 2021 | —            | —            | —            | —            | —            | —            | —            | —            | —            | —            |                                                                                | Nem jelent meg labumon |
| Fine                                      | 2022 | —            | —            | —            | —            | —            | —            | —            | —            | —            | —            |                                                                                | Nem jelent meg labumon |
| Through It All                            | 2022 | —            | —            | —            | —            | —            | —            | —            | —            | —            | —            |                                                                                | Nem jelent meg labumon |
| Caroline                                  | 2022 | —            | —            | —            | —            | —            | —            | —            | —            | —            | —            |                                                                                | Nem jelent meg labumon |
| Willow                                    | 2022 | —            | —            | —            | —            | —            | —            | —            | —            | —            | —            |                                                                                | Nem jelent meg labumon |
| Weak                                      | 2023 | —            | —            | —            | —            | —            | —            | —            | —            | —            | —            |                                                                                | In Another Life        |
| Alibi                                     | 2023 | —            | —            | —            | —            | —            | —            | —            | —            | —            | —            |                                                                                | Nem jelent meg albumon |
| Never Find You                            | 2023 | —            | —            | —            | —            | —            | —            | —            | —            | —            | —            |                                                                                | Nem jelent meg albumon |
| Silhoutte                                 | 2023 | —            | —            | —            | —            | —            | —            | —            | —            | —            | —            |                                                                                | In Another Life        |
| My House Is Warm                          | 2023 | —            | —            | —            | —            | —            | —            | —            | —            | —            | —            |                                                                                | In Another Life        |
| Would’ve Been You                         | 2023 | —            | —            | —            | —            | —            | —            | —            | —            | —            | —            |                                                                                | Nem jelent meg albumon |
| I Don’t Know You Anymore                  | 2023 | —            | —            | —            | —            | —            | —            | —            | —            | —            | —            |                                                                                | Nem jelent meg albumon |
| In Your Arms                              | 2024 | —            | —            | —            | —            | —            | —            | —            | —            | —            | —            |                                                                                | Nem jelent meg albumon |
| I’ll Remember Tonight                     | 2024 | —            | —            | —            | —            | —            | —            | —            | —            | —            | —            |                                                                                | Nem jelent meg albumon |
| Savior                                    | 2024 | —            | —            | —            | —            | —            | —            | —            | —            | —            | —            |                                                                                | Nem jelent meg albumon |
| Perfume                                   | 2024 | —            | —            | —            | —            | —            | —            | —            | —            | —            | —            |                                                                                | Nem jelent meg albumon |
| Do I Ever Cross Your Mind                 | 2024 | —            | —            | —            | —            | —            | —            | —            | —            | —            | —            |                                                                                | Nem jelent meg albumon |
| Makes Me Want You                         | 2024 | —            | —            | —            | —            | —            | —            | —            | —            | —            | —            |                                                                                | Nem jelent meg albumon |
| Back to Friends                           | 2024 | 31           | 3            | 25           | 29           | 4            | 4            | 16           | 25           | 7            | 6            | - ARIA: Platinalemez - BPI: Aranylemez - MC: Platinalemez - RMNZ: Platinalemez | Nem jelent meg albumon |
| All I Ever Asked (Rachel Chinouririvel)   | 2025 | —            | —            | —            | —            | —            | —            | —            | —            | —            | —            |                                                                                | Nem jelent meg albumon |
| Undressed                                 | 2025 | 25           | 2            | 19           | 24           | 1            | 2            | 6            | 15           | 4            | 11           | - ARIA: Platinalemez - BPI: Aranylemez - MC: Aranylemez - RMNZ: Platinalemez   | Nem jelent meg albumon |
| We Never Dated                            | 2025 | —            | 60           | —            | 83           | 35           | —            | 98           | —            | 37           | 140          |                                                                                | Nem jelent meg albumon |
| 12 to 12                                  | 2025 | —            | —            | —            | —            | —            | —            | —            | —            | —            | —            |                                                                                | Nem jelent meg albumon |
| —: nem szerepelt slágerlistán a régióban. |      |              |              |              |              |              |              |              |              |              |              |                                                                                |                        |

1. ↑  A We Never Dated nem szerepelt a Billboard Hot 100-on, de 4. helyet ért el a Bubbling Under Hot 100 slágerlistán.[39]
2. ↑  A We Never Dated nem szerepelt az NZ Top 40 Singles slágerlistán, de negyedik lett az NZ Hot Singles Charton.[40]